# Caroline Garcia
Caroline Garcia (n. 16 octombrie 1993, Poissy, Île-de-France, Franța) este o jucătoare profesionistă de tenis din Franța. Cea mai bună clasare a carierei la simplu este locul 4 mondial, la 10 septembrie 2018, iar la dublu, locul 2 mondial în octombrie 2016.
Garcia a triumfat de două ori la dublu în turnee de Mare Șlem, impunându-se la dublu feminin la French Open 2016 și 2022, alături de Kristina Mladenovic. Perechea a fost, de asemenea, finalistă la US Open 2016 și a ajuns în semifinale la Australian Open 2017. Garcia a câștigat opt titluri la dublu în circuitul WTA, inclusiv Madrid Open 2016. De asemenea, a ajuns de două ori la simplu și de două ori la dublu la Turneul Campioanelor, iar alături de Mladenovic a fost votată Echipa anului de dublu WTA 2016.
Garcia este, de asemenea, o jucătoare de simplu de succes și a obținut cel mai bun rezultat într-un turneu de Mare Șlem la US Open 2022, unde a ajuns în semifinale. Ea a câștigat 11 titluri de simplu în circuitul WTA, inclusiv Wuhan Open 2017 și China Open. 
Garcia a reprezentat Franța în Cupa Billie Jean King din 2013 și a făcut parte din echipa care a câștigat titlul în 2019. Ea a câștigat un Fed Cup Heart Award în 2016 pentru rolul său de a conduce Franța la prima finală din unsprezece ani. De asemenea, a concurat de două ori pentru Franța la Jocurile Olimpice. 

## Rezultate

### Turnee de Grand Slam
| C | F | SF | QF | #R | RR | Q# | P# | DNQ | A | Z# | PO | Au | Ag | Br | NMS | P | NH |

#### Simplu
| Turneu           | 2010 | 2011 | 2012 | 2013 | 2014 | 2015 | 2016 | 2017 | 2018 | 2019 | 2020 | 2021 | 2022 | 2023 | 2024 | SR     | C–P   | Victorii% |
| ---------------- | ---- | ---- | ---- | ---- | ---- | ---- | ---- | ---- | ---- | ---- | ---- | ---- | ---- | ---- | ---- | ------ | ----- | --------- |
| Australian Open  | A    | 2R   | Q3   | 1R   | 1R   | 3R   | 1R   | 3R   | 4R   | 3R   | 2R   | 2R   | 1R   | 4R   | 2R   | 0 / 13 | 16–13 | 55%       |
| French Open      | Q1   | 2R   | 1R   | 2R   | 1R   | 1R   | 2R   | QF   | 4R   | 2R   | 4R   | 2R   | 2R   | 2R   | 2R   | 0 / 14 | 18–14 | 56%       |
| Wimbledon        | A    | Q2   | Q1   | 2R   | 3R   | 1R   | 2R   | 4R   | 1R   | 1R   | NH   | 1R   | 4R   | 3R   |      | 0 / 10 | 12–10 | 55%       |
| US Open          | A    | Q1   | Q2   | 2R   | 1R   | 1R   | 3R   | 3R   | 3R   | 1R   | 3R   | 2R   | SF   | 1R   |      | 0 / 11 | 15–11 | 58%       |
| Câștigat–pierdut | 0–0  | 2–2  | 0–1  | 3–4  | 2–4  | 2–4  | 4–4  | 11–4 | 8–4  | 3–4  | 6–3  | 3–4  | 9–4  | 6–4  | 2–2  | 0 / 48 | 61–48 | 56%       |

#### Dublu
| Turneu           | 2011 | 2012 | 2013 | 2014 | 2015 | 2016 | 2017 | ... | 2021 | 2022 | 2023 | 2024 | SR     | W–L   | Victorii% |
| ---------------- | ---- | ---- | ---- | ---- | ---- | ---- | ---- | --- | ---- | ---- | ---- | ---- | ------ | ----- | --------- |
| Australian Open  | A    | A    | A    | 3R   | 3R   | 3R   | SF   |     | A    | 2R   | A    | QF   | 0 / 6  | 14–6  | 70%       |
| French Open      | 1R   | 1R   | 2R   | 1R   | 3R   | C    | A    |     | A    | C    | A    |      | 2 / 7  | 15–5  | 75%       |
| Wimbledon        | A    | A    | Q1   | 2R   | 2R   | QF   | A    |     | A    | A    | QF   |      | 0 / 5  | 8–5   | 62%       |
| US Open          | A    | A    | 2R   | 2R   | QF   | F    | A    |     | 1R   | QF   | A    |      | 0 / 6  | 13–6  | 68%       |
| Câștigat–pierdut | 0–1  | 0–1  | 2–2  | 4–4  | 8–4  | 16–3 | 4–1  |     | 0–1  | 10–2 | 3–1  | 3–1  | 2 / 24 | 50–22 | 69%       |

### Dublu: 3 (2 titluri, 1 finală)
| Rezultat | An   | Turneu          | Suprafață | Partener            | Adversari                            | Scor               |
| -------- | ---- | --------------- | --------- | ------------------- | ------------------------------------ | ------------------ |
| Câștigat | 2016 | French Open     | Zgură     | Kristina Mladenovic | Ekaterina Makarova Elena Vesnina     | 6–3, 2–6, 6–4      |
| Pierdut  | 2016 | U.S. Open       | Dură      | Kristina Mladenovic | Bethanie Mattek-Sands Lucie Šafářová | 6–2, 6–7(5–7), 4–6 |
| Câștigat | 2022 | French Open (2) | Zgură     | Kristina Mladenovic | Coco Gauff Jessica Pegula            | 2–6, 6–3, 6–2      |

### Finale WTA 1000

#### Simplu: 3 (3 titluri)
| Rezultat | An   | Turneu          | Suprafață | Adversar       | Scor                    |
| -------- | ---- | --------------- | --------- | -------------- | ----------------------- |
| Câștigat | 2017 | Wuhan Open      | Dură      | Ashleigh Barty | 6–7(3–7), 7–6(7–4), 6–2 |
| Câștigat | 2017 | China Open      | Dură      | Simona Halep   | 6–4, 7–6(7–3)           |
| Câștigat | 2022 | Cincinnati Open | Dură      | Petra Kvitová  | 6–2, 6–4                |

## Legături externe
- Materiale media legate de Caroline Garcia la Wikimedia Commons
- en fr Official website
- Caroline Garcia la Women's Tennis Association
- Caroline Garcia la International Tennis Federation
- Caroline Garcia pe site-ul Fed Cup
- en Caroline Garcia la Olympedia.org